# Hilbert von Löhneysen
Hilbert von Löhneysen (Göttingen, 25 de outubro de 1946) é um físico alemão. É diretor do Instituto de Física do Estado Sólido do Instituto de Tecnologia de Karlsruhe.
Hilbert von Löhneysen estudou física a partir de 1970 na Universidade de Göttingen, obtendo um doutorado em 1976 na Universidade de Colônia. Esteve no pós-doutorado em 1977/1978 no Laboratório de Física de Baixas Temperaturas do Centre national de la recherche scientifique (CNRS) em Grenoble. Obteve a habilitação em 1981 em Aachen, onde foi Privatdozent. É desde 1986 professor da Universidade de Karlsruhe.
Recebeu o 1983 erhielt er den Prêmio Heinz Maier Leibnitz de 1983 e o Prêmio de Ciências Hector de 2012. É membro da Academia de Ciências de Heidelberg (2001) e da Deutsche Akademie der Technikwissenschaften (2006).

## Obras selecionadas
- Supraleitung, in:  Bergmann/Schaefer, Experimentalphysik, Band 6, De Gruyter 2005, p. 486-542
- Gläser und Spingläser bei tiefen Temperaturen, in: Bergmann/Schäfer, Experimentalphysik, Volume 4, Parte 1, 2. Edição 1981, p. 881-896
- com P. Wölfle: Quantum Phase Transitions, AIP Conf. Proc. 1014, 1997, p. 107-197
- Fermiflüssigkeiten aus stark korrelierten Elektronen, Physikalische Blätter, Volume 51, outubro de 1995, p. 941-946